# 卢森堡美军公墓和纪念馆
卢森堡美军公墓和纪念馆（英语：Luxembourg American Cemetery and Memorial），位于卢森堡大公国首都卢森堡市，卢森堡－芬德尔国际机场西南方向2.5千米处，由美国战争纪念碑委员会管理。

## 概要
1951年，卢森堡签署条约，授予美国政府永久免费使用墓地所在土地的权利，没有税收。
墓地占地50.5英亩（20.4公顷），埋葬着5076名美国军人。其中大多数死于1944年到1945年冬春之交的突出部之役。5076块墓碑在绿茵草地上呈辐射状排列成9个方阵，依次用字母A-I命名。辐射状的中心伫立两根旗杆检视着坟墓区，这两根旗杆之间安葬着美国陆军上将乔治·巴顿。
距墓地入口不远处矗立着一座白色的石头教堂，它建立在一个被森林环抱的宽阔圆形平台之上，以青铜和石头雕塑、彩色玻璃窗、美军五大司令部徽章和马赛克天花板装饰。
當年德国企圖透過發動攻勢阻擊盟軍，並造成美軍很大的死傷，但在这场战役中最終失败，战死的士兵埋葬在约1.5公里外的桑德魏勒城德国战争墓地，其中墓碑采用黑色设计，跟美军所使用的白色形成鲜明对比。